# 光大明輝
中國光大明輝有限公司，簡稱中國光大明輝，以及光大明輝（英語：CHINA EVERBRIGHT-IHD PACIFIC LIMITED，港交所除牌時0165.HK），在1972年由當時創辦人已故莊寶（莊思敏、莊思明，以及莊思華父親）創立，前身為「明輝發展有限公司」。
業務當時經營香港房地產、百貨、股票投資等，由於物業、百貨、股票投資全部虧損，再加上管理內部問題，故此在1997年9月19日，更名為中國光大控股有限公司前，原有業務全面終止，轉為經營中國內地銀行和證券業。

## 連結
- Everbright165.com（页面存档备份，存于）